# Benjamin Wadsworth (ator)
Benjamin Wadsworth é um ator americano. Ele é conhecido por interpretar Marcus Lopez Arguello na série do canal Syfy, Deadly Class.

## Carreira
Em outubro de 2016, ele foi escolhido para interpretar Henry na série de televisão Let the Right One In, baseada no romance homônimo de John Ajvide Lindqvist. Entretanto, a TNT não aprovou o piloto e não procedeu com a série.
Meses depois, ainda em 2017, Wadsworth fez uma participação especial no episódio final da sexta e última temporada da série de televisão "Teen Wolf" da emissora MTV dos Estados Unidos, intitulado "The Wolves of War", interpretando o lobisomem perdido e sem matilha Alec, que é resgatado e ajudado pelo protagonista da trama, que é interpretado por Tyler Posey.
Em novembro de 2017, Wadsworth foi escolhido para interpretar o protagonista Marcus na série de televisão "Deadly Class", do SyFy dos Estados Unidos. Wadsworth originalmente fez a audição para o papel de Billy, mas quando os produtores descobriram que ele era hispânico, ofereceram o papel de Marcus a ele.[carece de fontes?]

## Vida pessoal
Wadsworth nasceu em Houston, Texas.
Em maio de 2019, Wadsworth e a atriz Stella Maeve se casaram. O primeiro filho deles, Jo Jezebel Wadsworth, nasceu em 29 de janeiro de 2020.

## Filmografia

### Film
| Ano  | Título                                    | Papel             | Notas                                       |
| ---- | ----------------------------------------- | ----------------- | ------------------------------------------- |
| 2013 | This is Houston                           | Ben               | Curta                                       |
| 2013 | Ready? Sex? Wait!                         | Matt              | Curta                                       |
| 2013 | Crime Stoppers: Do Something              | Student 1         |                                             |
| 2014 | Pick Your Poison                          | Sam/Son           |                                             |
| 2015 | Preydators                                | Joel Jr.          |                                             |
| 2015 | Psyn: Pseudo Substances Yielding Necrosis | Cecil / Sam Smith |                                             |
| 2015 | Blank Check                               | Theo              | Curta                                       |
| 2015 | Roller Cokesters                          | Detetive          |                                             |
| 2015 | That Day                                  | Ben               | Curta                                       |
| 2016 | The Acting Couch                          | Connor            | Curta                                       |
| 2016 | Putting the Dog to Sleep                  | Estudante         | Curta                                       |
| 2016 | Richard Cory                              | Neighborhood Teen | Curta. Creditado como Benjamin H. Wadsworth |
| 2017 | The Messengers the Film                   | Isaiah            | Curta                                       |
| 2017 | Hunter                                    | Hunter            | Curta                                       |
| 2017 | Pubic Enemy/Number Two                    | Cal               | Curta                                       |
| 2017 | Joy Comes in the Morning                  | Jake              | Curta                                       |
| 2018 | The Sleeping Dog                          |                   |                                             |
| 2019 | Recess: Third Street                      | TJ Detweiler      | Curta                                       |

### Televisão
| Ano       | Título               | Papel                 | Notas                                              |
| --------- | -------------------- | --------------------- | -------------------------------------------------- |
| 2013      | More Than Human      | Alex                  | 1 episódio “Destiny Manifested”                    |
| 2014–2017 | Dad vs. Lad          | Iggy                  | 26 episódios                                       |
| 2016      | Girl Meets World     | Jordan                | 1 episódio “Girl Meets Upstate”                    |
| 2017      | Let the Right One in | Henry                 | 1 episódio                                         |
| 2017      | Teen Wolf            | Alec                  | 1 episódio na sexta temporada: “The Wolves of War” |
| 2018–2019 | Deadly Class         | Marcus López Arguello | 10 episódios. Protagonista                         |
| 2019      | Celebrity Page       | Ele mesmo             | 3 episódios                                        |
| 2019      | Collider Heroes      | Ele mesmo             | 1 episódios                                        |
| 2019      | Red Capet Report     | Ele mesmo             | 2 episódios                                        |